# Circonscription de Kingston
Pour les articles homonymes, voir Kingston.
La circonscription de Kingston (Division of Kingston) est une circonscription électorale australienne en Australie-Méridionale. 
Elle est située dans la lointaine banlieue sud d'Adélaïde au-delà de 15 kilomètres. Elle comprend les localités de Hackham, Hallett Cove, Morphett Vale, Noarlunga et Reynella, et quelques communes côtières au-delà des limites de la métropole comme Aldinga, Seaford et Maslin Beach.

## Histoire
Elle a été créée en 1949 et porte le nom de Charles Kingston qui fut Premier ministre d'Australie-Méridionale de 1893 à 1899, élu à la première chambre des représentants en 1901 et le premier membre fédéral de la division d’Adélaïde en 1903.
Il est à noter que chaque membre dans l'histoire électorale de la division a été défait par les urnes - aucun n'est parti en retraite ou a donné sa démission jusqu'en 2008.

## Représentants
| Nom              | Parti        | Période de mandat |
| ---------------- | ------------ | ----------------- |
| Jim Handby       | Libéral      | 1949–1951         |
| Patrick Galvin   | Travailliste | 1951–1966         |
| Kay Brownbill    | Libéral      | 1966–1969         |
| Richard Gun      | Travailliste | 1969–1975         |
| Grant Chapman    | Libéral      | 1975–1983         |
| Gordon Bilney    | Travailliste | 1983–1996         |
| Susan Jeanes     | Libéral      | 1996–1998         |
| David Cox        | Travailliste | 1998–2004         |
| Kym Richardson   | Libéral      | 2004–2007         |
| Amanda Rishworth | Travailliste | 2007–en cours     |

## Résultats
| Parti                            | Parti                        | Candidat                     | Voix    | %     | ±     |
| -------------------------------- | ---------------------------- | ---------------------------- | ------- | ----- | ----- |
|                                  | Travailliste                 | Amanda Rishworth             | 53 810  | 49,20 | −1,38 |
|                                  | Libéral                      | Kathleen Bourne              | 28 273  | 25,85 | −5,87 |
|                                  | Verts                        | John Photakis                | 13 603  | 12,44 | +3,24 |
|                                  | Une nation                   | Robert Godfrey-Brown         | 5 313   | 4,86  | +4,86 |
|                                  | UAP                          | Russell Jackson              | 4 321   | 3,95  | −1,02 |
|                                  | Indépendant                  | Rob De Jonge                 | 2 963   | 2,71  | +2,71 |
|                                  | Fédération                   | Sam Enright                  | 1 079   | 0,99  | +0,99 |
| Total des suffrages exprimés     | Total des suffrages exprimés | Total des suffrages exprimés | 109 362 | 96,19 | +0,30 |
| Votes nuls                       | Votes nuls                   | Votes nuls                   | 4 336   | 3,81  | −0,30 |
| Participation                    | Participation                | Participation                | 113 698 | 91,37 | −1,80 |
| Résultat de préférence bipartite |                              |                              |         |       |       |
|                                  | Travailliste                 | Amanda Rishworth             | 72 564  | 66,35 | +4,41 |
|                                  | Libéral                      | Kathleen Bourne              | 36 798  | 33,65 | −4,41 |
|                                  | Travailliste retenir         | Travailliste retenir         | Swing   | +4,41 |       |